# Iliuixin Il-10
L'Iliuixin Il-10, rus: Илью́шин Ил-10, nom en codi NATO Beast, fou un avió d'atac a terra dissenyat per l'OKB 39 dirigida per Serguei Iliuixin i desenvolupat a la Unió Soviètica al final de la Segona Guerra Mundial. També es va construir sota llicència per l'empresa txecoslovaca Avia, que el va anomenar Avia B-33.
Va participar en les etapes finals de la Segona Guerra Mundial i de la Guerra de Corea i, fins a mitjans dels anys cinquanta, i representà l'eix vertebrador dels departaments d’aviació d’assalt dels països del Pacte de Varsòvia.

## Història del projecte

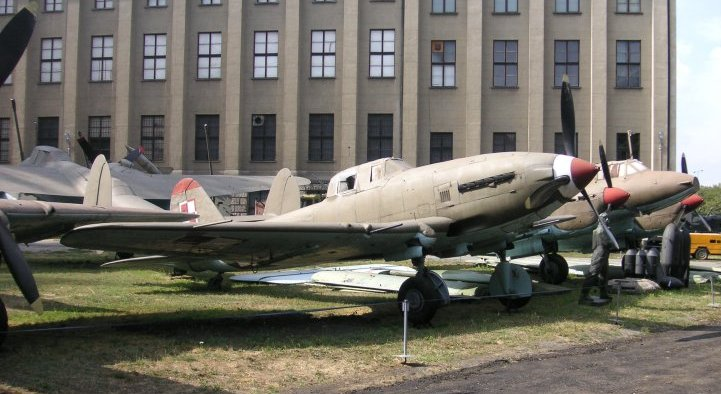
IL-10 al Museu de l'Exèrcit Polonès.

Al començament de la campanya de Rússia, la Força Aèria Soviètica (VVS) va utilitzar amb èxit, per a missions d'atac a terra, l'Il-2 Xturmovik, propulsat pel motor en V Mikulin AM-38.
Amb la continuació del conflicte i atesos els avenços tecnològics que se succeïren en poc temps, els soviètics van començar el disseny d'un nou avió que substituís l'Il-2. L’objectiu principal era incrementar la velocitat i la maniobrabilitat a baixa altitud, per evitar més fàcilment els trets de petit calibre de les armes antiaèries, que representaven la principal amenaça per a aquest tipus d’avions.
El projecte més prometedor era el del Sukhoi Su-6, un avió d’assalt modern, lleuger i manejable, desenvolupat per la Sukhoi OKB dirigida per Pàvel Sukhoi a partir del 1942. Al mateix temps, Serguei Iliuixin desenvolupava un avió més pesat, el VX o IL-8 M-71, derivat de l'Il-2. Ambdós projectes van adoptar inicialment el prototip del motor radial M-71 com a sistema de propulsió, que tanmateix no va entrar en producció.
El 1943, Iliuixin va començar a treballar en un nou avió, l'Il-1, que havia de ser un caça interceptor monoplaça fortament blindat dissenyat principalment per abatre els bombarders. L'Il-1 tenia un disseny molt similar a l'Il-2, però era més modern, compacte i estava propulsat per un nou motor Mikulin AM-42. Els comandaments soviètics, però, no van quedar convençuts pel projecte a causa de la poca velocitat del caça, que no li permetia interceptar els bombers més moderns; per això, Iliuxin el 1944 va decidir transformar el caça Il-1 d’un sol seient en un avió d’atac terrestre biplaça amb la designació d’Il-10.
En aquell moment, Iliuixin també havia completat un prototip d'un altre avió que s'utilitzava en la mateixa funció, més pesat, que utilitzava el mateix motor que l'Il-10 i més estretament derivat de l'Il- 2, l'Il-8. Era capaç de suportar una càrrega útil més elevada (1.000 kg), però tenia un rendiment inferior al de l’Il-10. Ambdós models van fer el seu primer vol a l'abril de 1944 i l'Il-10 va resultar ser molt superior a l'Il-8, especialment des del punt de vista de la maniobrabilitat i, per tant, va superar amb èxit les proves comparatives a principis de juny de 1944.
El tercer competidor era una nova versió del Sukhoi Su-6, equipat també amb el motor AM-42. Després de les proves comparatives, l'Il-10 resultà vencedor i va ser escollit com el nou avió d'atac terrestre de l'aviació soviètica, però malgrat el rendiment general i la càrrega útil inferior, entre els comandaments hi havia qui creia que el Su-6 era un avió millor, donat el seu armament més potent (metralladores i canons). En particular, el prototip Su-6 es va provar amb la màxima càrrega útil, cosa que comportà un pitjor rendiment, a diferència de l’Il-10 que volà amb càrrega útil normal.
El 23 d'agost de 1944, el Comitè de Defensa de l'Estat (GKO) ordenà començar la producció en sèrie de l'Il-10, que es va iniciar a les fàbriques número 1 i número 18 de Kúibixev. Les primeres 99 unitats es van completar entre el 27 de setembre de 1944 i finals del mateix any i presentaven diversos problemes, el més greu dels quals incloïa avaries i incendis del motor. Tanmateix, aquests defectes foren resolts a principis de 1945 i, a partir d'abril d'aquest mateix any, l'avió produït podia transportar quatre coets aire-terra no guiats de 82 mm i 150 bombes PTAB de càrrega buida. La producció de l'Il-10 va acabar el 1949, amb 4.600 avions construïts; en els darrers dos anys, la producció es va concentrar a la planta núm. 64.

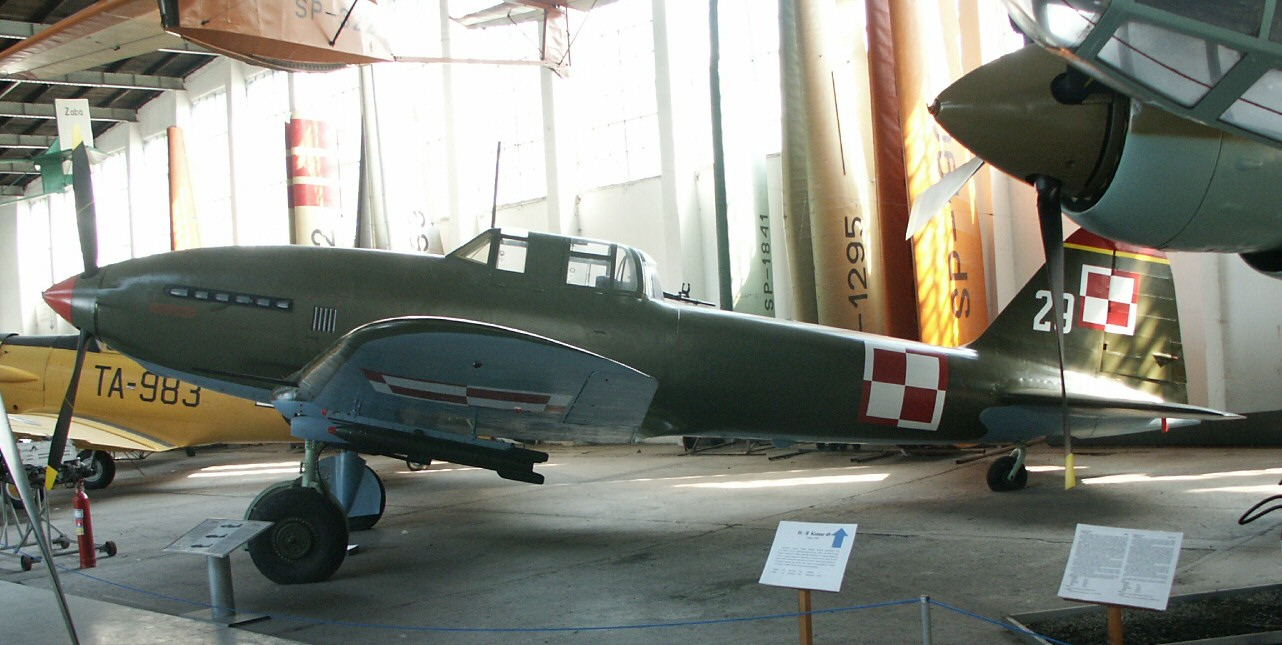
Avia B-33 polonès
(Museu Polonès de l'Aviació)

Entre 1945 i 1947 es van produir 280 unitats de la versió de formació anomenada UIl-2 o Il-10U. Des del punt de vista constructiu i de rendiment, era similar a la versió de combat estàndard, però es diferenciava d'aquella per l'habitacle de l'artiller posterior, completament redissenyat per acomodar l’instructor i els comandaments dobles, per l’armament reduït a dos canons, dos coets i una càrrega estàndard de bombes.
Des del 1951, la companyia txecoslovaca Avia va produir l'Il-10 sota llicència i va donar a l'avió el nom de B-33. El primer model va volar el 23 de desembre de 1951. Al principi els motors es fabricaven i importaven directament de la Unió Soviètica, però a partir de 1952 també es van produir a Txecoslovàquia amb la designació M-42. Igual que la versió de combat, Avia també va produir la versió d'entrenament, que va anomenar CB-33. En total, es van construir 1.200 avions fins al 1956.
El 1951, gràcies a l'experiència adquirida durant la guerra de Corea, els comandaments soviètics van desenvolupar la idea que un avió d’atac terrestre amb hèlix encara es podia utilitzar de forma rendible i van decidir renovar l’Il-10 en producció amb una nova versió, denominada Il-10M, que va fer el seu primer vol el 2 de juliol de 1951. L’avió es diferenciava de la versió anterior pel que fa a la mida. De fet, era una mica més llarg, amb una envergadura més ampla i superfícies de control més grans, i estava equipat amb una ala addicional sota la cua. Els canvis també afectaren l'armament que es va augmentar mitjançant la instal·lació de 4 canons NR-23 a les ales, més moderns i potents que els anteriors; es van actualitzar els instruments de navegació, i es va donar a l'avió una capacitat parcial per a totes les condicions meteorològiques, mentre que la càrrega útil es va mantenir sense canvis. La velocitat era lleugerament inferior, però la gestió i el manteniment de l'avió havien millorat. Entre 1953 i 1954 es van produir 146 Il-10M, tots menys 10 a la planta núm. 168 de Rostov del Don.
En total, es van produir 6.166 Il-10 de totes les variants, incloses les construïdes sota llicència.
L'Il-10 també es va provar amb els motors AM-43 i AM-45 més potents, però amb resultats decebedors.
Basat en l’Il-10, Iliuixin va dissenyar un nou avió d'atac a terra i de suport aeri proper, l'Il-16, amb un millor rendiment i un armament similar. El primer avió va volar el 10 de juny de 1945 i aviat va entrar en producció, però el projecte es va cancel·lar a causa de la poca fiabilitat del motor AM-43 el 1946.

## Tècnica

### Estructura

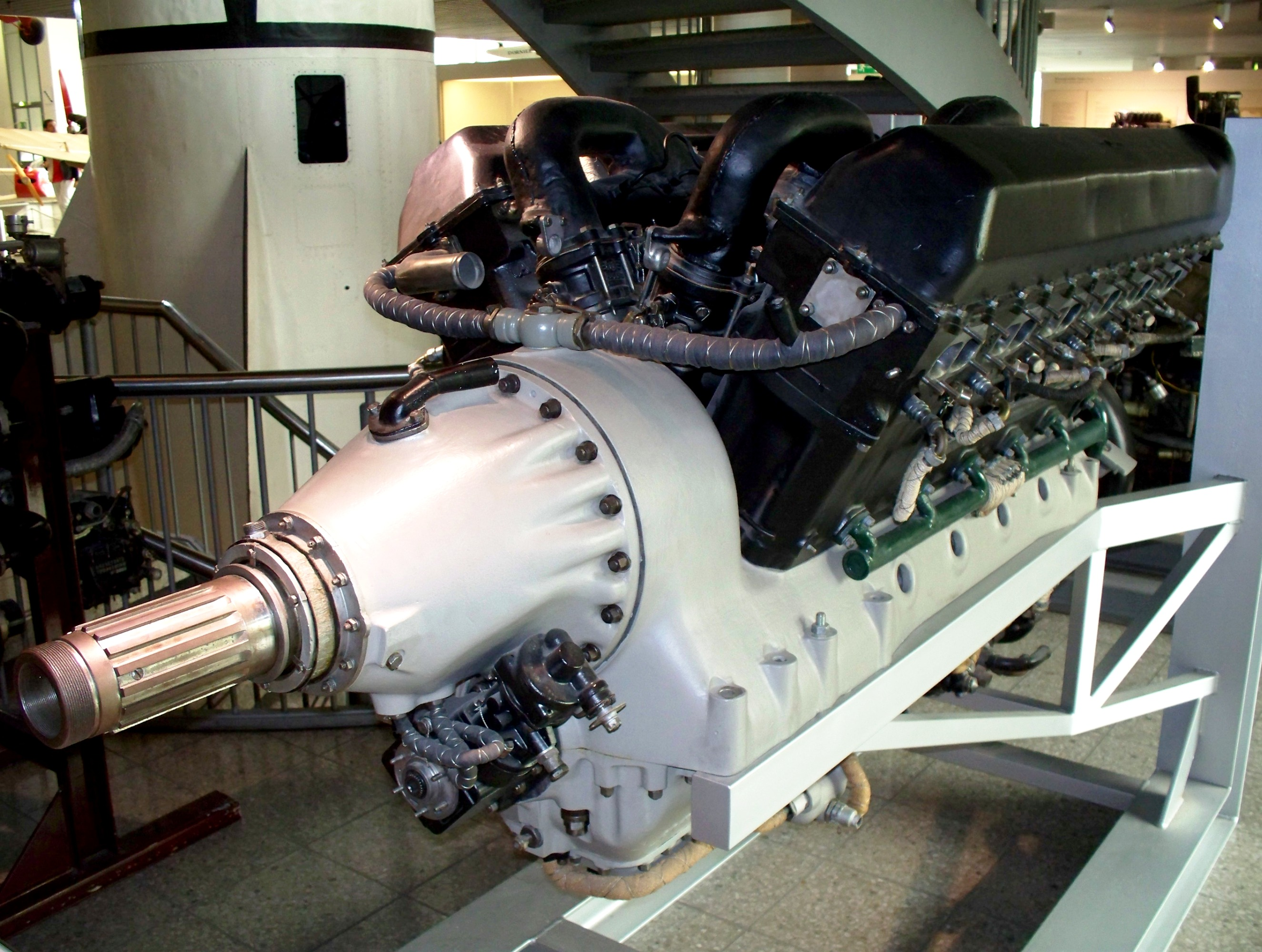
Motor Mikulin AM-42.

L'Il-10 era un biplaça (pilot, a més de ràdio operador artiller), monoplà, monomotor d'ala baixa, amb tren d'aterratge retràctil, construït enterament de metall amb un recobriment d'alumini exterior. L'avió estava fortament blindat, de manera que era gairebé impenetrable a les armes de 20 mm. La part davantera del fuselatge i la cabina de pilotatge eren una sola carcassa blindada, amb plaques d'espessor variable entre 4 i 8 mm; la part inferior del motor era l'àrea més protegida, mentre que no hi havia cap blindatge al damunt. L'avió estava equipat amb un parabrisa blindat de 64 mm de gruix. Per completar la protecció de la tripulació, també estaven blindats el sostre del pilot, els marcs als laterals de la finestra de la cabina, l'envà que dividia els seients de la tripulació i es va instal·lar una placa blindada a la part posterior darrere de la cabina, per protegir l'artiller. El pes total de la cuirassa era de 994 kg. A l'interior de l'ala hi havia una secció central amb dos compartiments de bombes.
L'avió estava equipat amb una ràdio i una càmera AFA-1M instal·lada a la part posterior del fuselatge.

### Armament
Inicialment, l’armament de l’Il-10 instal·lat a les ales consistia en dos canons VIa-23 de calibre 23 mm amb 220 bales per a cada arma i 2 metralladores de calibre 7,62 mm XKAS i 150 projectils per canó, mentre que en posició defensiva per l'artiller posterior hi havia una metralladora UBT de calibre 12,7 mm, amb 190 projectils i un angle de tir horitzontal de 100°. A partir de 1947, l'avió estava armat amb quatre canons NS-23 de calibre 23 mm a les ales (150 projectils cadascun) i un canó B-20T de 20 mm per a l'artiller posterior (150 projectils). L'Il-10M estava armat amb canons de 23 mm NR-23, més moderns, a les ales (4 armes de 150 projectils cadascuna) i un canó B-20T de 20 mm (150 projectils) per a l'artiller posterior. L'Avia B-33 estava armat amb quatre canons NS-23RM de 23 mm a les ales i un canó B-20ET de 20 mm per a l'artiller posterior.
La càrrega de bombes estàndard era de 400 kg, mentre que la màxima era de 600 kg. L'armament de caiguda consistia normalment en 182, com a màxim 200 bombes de fragmentació AO-2 de 2-2,5 kg, o 144 bombes antitancs 144 HEAT PTAB, col·locades en piles al compartiment de les bombes, o quatre bombesde 50 o 100 kg que podrien col·locar-se alternativament sota les ales o al compartiment de les bombes, o bé dues bombes de 200-250 kg fixades sota les ales. A més d’aquests dispositius de caiguda, es podrien instal·lar quatre coets no guiats RS-82 o RS-132 sota les ales. L'Avia B-33 també podria estar armat amb altres tipus de coets, mentre que els últims models soviètics podrien equipar-se amb tubs llançacoets ORO-82 o ORO-132. A la secció de cua, es podia instal·lar un llançador DAG-10 armat amb 10 granades antiaèries AG-2 (després de ser llançades, queien amb paracaigudes i llavors esclataven, però van ser poc utilitzades a la pràctica).

### Motor
El motor de l’Il-10 era un Mikulin AM-42 refrigerat per líquid amb 12 cilindres en V, la potència del qual arribava als 1750 CV en continu i fins als 2 00 CV durant l'enlairament. L'hèlix de tres pales era una AV-5L-24 de 3,6 m de diàmetre. L’avió estava equipat amb dos dipòsits de combustible situats a l’interior del fuselatge, tots dos a prop de la cabina de pilotatge, un, el més gran de 440 litres era just al davant d'aquesta, damunt el motor, mentre que l’altre, de 290 litres se situava just a sota d'aquesta.

## Ús operatiu

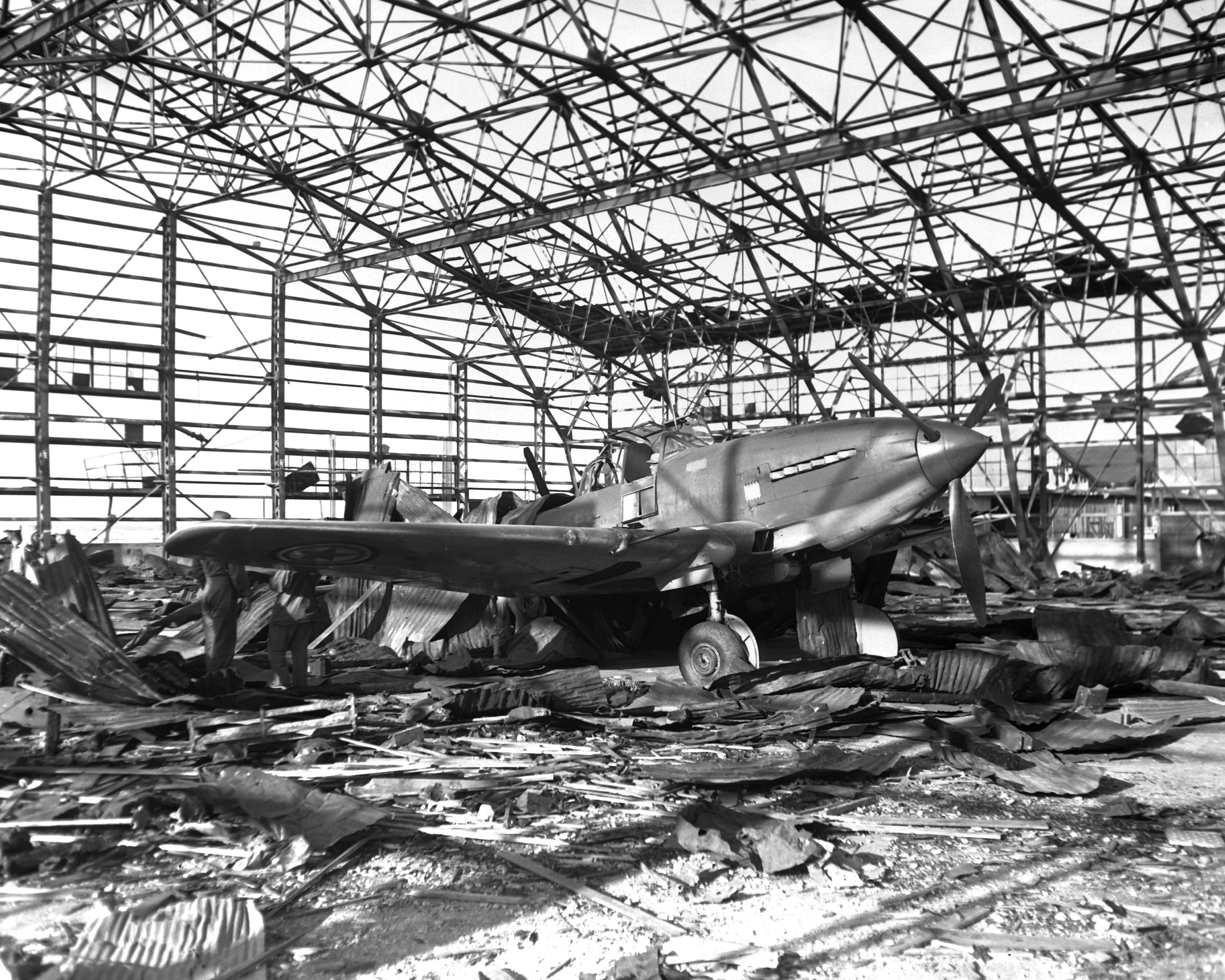
Il-10 de la Força Aèria de l'Exèrcit Popular de Corea danyat a l'aeroport de Gimpo el setembre del 1950

L'octubre de 1944, l'Il-10 va entrar en servei per primera vegada amb unitats d'entrenament a la Força Aèria Soviètica. El gener de 1945, va entrar en servei la primera unitat de combat de l'Il-10: el 78è Regiment d'Aviació d'Assalt de Guàrdies. Tanmateix, aquest no va prendre part en cap operació bèl·lica, perquè la formació dels pilots no es va completar a temps. No obstant això, altres tres unitats Il-10 van aconseguir participar en les accions de combat finals de la Segona Guerra Mundial a Europa. Eren el 571è Regiment d'Aviació d'Assalt (a partir del 15 d'abril de 1945), el 108è Regiment d'Aviació d'Asalt de Guàrdies (a partir del 16 d'abril de 1945) i el 118è Regiment d'Aviació d'Assalt (el 8 de maig de 1945). Al voltant d'una dotzena d'avions van ser abatuts per foc antiaeri o es van estavellar com a conseqüència de fallades del motor, però en general l'Il-10 va resultar ser un projecte reeixit. A partir del 10 de maig de 1945, l'endemà del final oficial de la guerra soviètica a Europa, celebrada amb el Dia de la Victòria, hi havia 120 avions en servei, dels quals 26 estaven danyats.
Després del final del conflicte amb Alemanya, la Unió Soviètica va entrar en guerra contra l'Imperi Japonès el 9 d'agost de 1945 i va envair Manxúria. Una unitat equipada amb l'Il-10, el 26è Regiment d'Asalt d'Aviació de la Marina del Pacífic, va ser utilitzada en combat a la península de Corea, atacant els vaixells japonesos i el transport ferroviari a Rasŏn, al nord del país.
Després de la guerra, fins a mitjans de la dècada del 1950, l’Il-10 era l’avió bàsic d’atac terrestre de l’aviació militar soviètica i fou l’últim avió especialitzat en aquesta funció que va entrar en producció a l’URSS, atès que el desenvolupament del programa del Il-40 va ser cancel·lat pels comandaments soviètics. De fet, van decidir concentrar-se en el desenvolupament de nous avions de múltiples funcions, més adequats als nous escenaris bèl·lics. Així mateix, juntament amb la seva variant amb llicència, l'Avia B-33, l'Il-10 també va tenir un paper fonamental en l'aviació militar de les nacions del Pacte de Varsòvia. Del 1949 al 1959, la Força Aèria Polonesa va utilitzar 120 Il-10 (inclosos 24 Il-10U) i 28 B-33, aquest últim modificat per transportar dos tancs de combustible addicionals de 400 litres sota les ales. Del 1950 al 1960, Txecoslovàquia va utilitzar 86 Il-10, dels quals sis Il-10U, i uns 600 B-33. Del 1949 al 1956, la Força Aèria Hongaresa va utilitzar 159 Il-10 i B-33. Del 1950 al 1960, la Força Aèria Romanesa va utilitzar 14 Il-10 i 156 B-33. Bulgària també va utilitzar aquests avions.

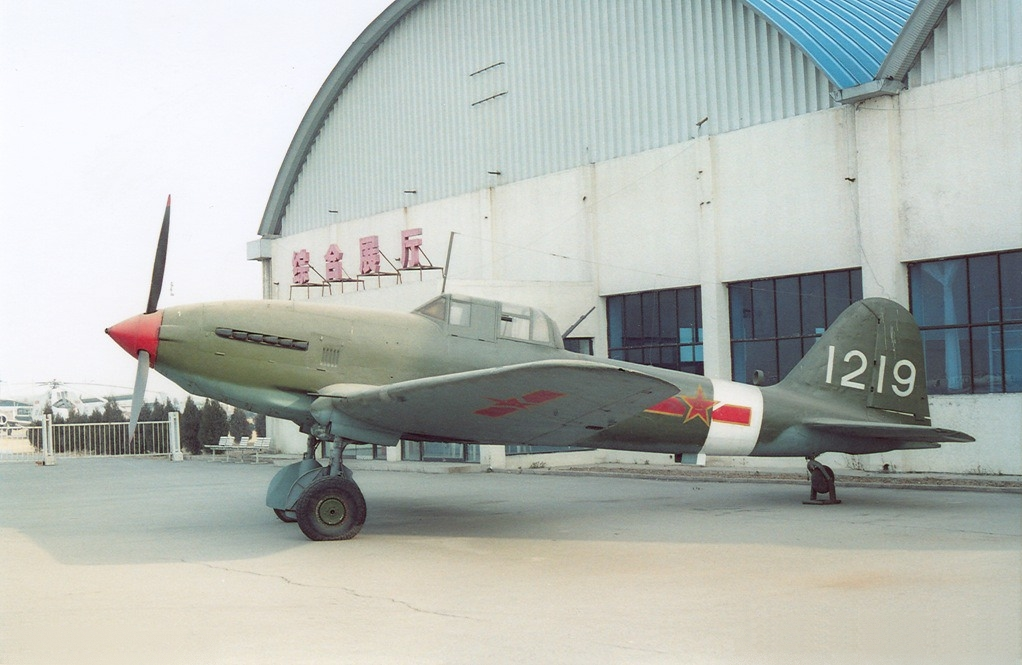
Il-10 pertanyent a la Força Aèria de l'Exèrcit Popular d'Alliberament exposat al Museu de l'Aviació de la Xina.

A finals dels anys quaranta, es van lliurar 93 Il-10 i UIl-10 a la Força Aèria de l'Exèrcit Popular de Corea. Després es van utilitzar al 57è Regiment d'Aviació d'Assalt durant la primera fase de la guerra de Corea. Es van utilitzar inicialment amb èxit contra la feble defensa antiaèria de les forces armades sud-coreanes (després de la negativa estatunidenca de subministrar "armes pesants" al sud), però després van patir greus pèrdues en els enfrontaments contra els caces de la Força Aèria dels Estats Units o van ser destruïts en el bombardeig dels camps d’aviació. Després de diverses setmanes de lluita, uns 20 Il-10 romanien utilitzables.
Des de 1950, l'Il-10 va ser utilitzat per les forces aèries de la República Popular de la Xina en dos regiments d'una divisió d'assalt aeri. Va ser utilitzat en combat durant el conflicte amb la República de la Xina (Taiwan) al gener de 1955. L’avió va romandre en servei fins al 1972.

## Variants
Il-10
Primera versió produïda del setembre del 1944 al 1949.
Il-10M
Versió millorada de l'Il-10, amb dimensions lleugerament diferents i armament actualitzat, construïda del 1953 al 1954.
Il-10U
Versió d'entrenament biplaça derivada de l'estàndard Il-10 i produïda del 1945 al 1947. També coneguda com a UIl-10.
Avia B-33
Versió del Il-10U construït sota llicència per Avia a Txecoslovàquia.
Avia BS-33
Avió d'entrenament operatiu de dues places construït a Txecoslovàquia.